# Microregiunea Budaörs
Microregiunea Budaörs (în maghiară Budaörsi kistérség) a fost o microregiune statistică (kistérség) din județul Pest, Ungaria.
Cu o populație de 90.103 locuitori și o suprafață de 240,68 km2, aceasta a existat până în 2014, când în Ungaria, microregiunile ”kistérségek” au fost înlocuite de districte (járások).